# Michele di Rocco
Michele di Rocco (ur. 4 maja 1982 w Foligno) – włoski bokser kategorii junior półśredniej.

## Kariera amatorska
W 2000 roku startował w wadze lekkiej na mistrzostwach świata juniorów w Budapeszcie. Włoch doszedł do 1/16 finału, gdzie pokonał go Chabib Ałłachwierdijew, który zdobył brązowy medal.
W 2001 roku zdobył brązowy medal na igrzyskach śródziemnomorskich w Tunisie. di Rocco przegrał w półfinale z Yousefem Hamidim, po drodze pokonując Chorwata Filipa Palicia.
W 2002 roku zdobył brązowy medal na mistrzostwach europy w Permie. Jeszcze tego samego roku został mistrzem Włoch w kategorii lekkiej.
W 2004 roku zdobył srebrny medal podczas turnieju Stamma, co pozwoliło mu na udział podczas igrzysk olimpijskich w Atenach. di Rocco doszedł do ćwierćfinału, gdzie pokonał go Rumun Ionuț Gheorghe.